# Bad Dream (LP)
Bad Dream е вторият албум на хевиметъл групата Дими Аргус. Издаден от Танзан Мюзик в Италия и е публикуван на 3 май 2013 година от Фримууд Промоушън.

## Информация
Bad Dream е LP, което съдържа 11 песни, от които един кавър на Блек Сабат и една българска народна песен с хевиметъл аранжимент. Две от песните са на група Епизод, преиздадени с нов аранжимент и английски текст. Има и един радио ремикс на песента „Black And White“ като бонус песен. Албумът е записан между декември 2011 година и юли 2012 година в Италия, в студиото на Танзан Мюзик с изключение на 3-та и 7-а песен, които са записани в Мюзик Манър Студио в Бреша. Ремиксът е направен от Даниеле Мандели, а мастерингът от Тимо Толки в Студиотолки в Хелзинки.

## Сингли
- Wish I Could

## Състав
- Димитър Аргиров – вокали, беквокали и клавишни
- Матео Калца – китара и беквокали
- Филипо Специя – бас и беквокали
- Андреа Касинари – барабани